# Roberto Pizarro Hofer
Roberto Guillermo Pizarro Hofer (9 de octubre de 1944) es un economista, académico, consultor y político socialista chileno, exministro de Estado del presidente Eduardo Frei Ruiz-Tagle y exrector de la Universidad Academia de Humanismo Cristiano.

## Biografía
Era hijo de Óscar Pizarro Gutiérrez, quien, junto a Salvador Allende y Marmaduque Grove, fundó el Partido Socialista de Chile (PS) en 1933, y de Inés Hofer Gladinier. En 1967 se casó con Alicia Gariazzo Gavilán, con quien tuvo dos hijos; Andrés y Rodrigo.
Estudió en la Universidad de Chile, casa de estudios donde obtuvo una licenciatura en Ciencias Económicas, además del título profesional de ingeniero comercial. Asimismo, posee estudios de doctorado en la Universidad de Sussex, en el Reino Unido.
Fue académico de Facultad de Economía de la entidad donde estudió y durante el régimen militar del general Augusto Pinochet vivió en Argentina, donde impartió clases de economía en la Facultad de Ciencias Económicas de la Universidad de Buenos Aires. En ese país fue detenido y estuvo más de un año preso en el marco de lo que se ha denominado Operación Cóndor, para luego trasladarse hasta Inglaterra y Nicaragua, donde ejerció como funcionario de Naciones Unidas.
Además, fue consultor del Banco Interamericano de Desarrollo (BID), especializándose en temas referidos con la planificación. También fue investigador del Consejo Latinoamericano de Ciencias Sociales.
En 1990 volvió a Chile y asumió hasta 1992 como subdirector de Asuntos Económicos Bilaterales de la Cancillería, cargo desde el que le tocó participar en la negociación internacional con México, Colombia y Argentina.
Posteriormente fue nombrado embajador de su país en Ecuador.
Entre 1996 y 1998 fue ministro de Planificación y Cooperación por encargo de Frei Ruiz-Tagle. Dejó el cargo por diferencias con Hacienda.
En 2009 se integró al equipo que apoyó la candidatura presidencial de Jorge Arrate.
Ha ejercido como profesor de la Academia Diplomática Andrés Bello.